# Joey O'Brien
Joseph Martin « Joey » O'Brien est un footballeur international irlandais né le 17 février 1986 à Dublin (Irlande). Il occupe les postes de milieu défensif et d'arrière droit.

## Biographie
Formé au Bolton Wanderers FC, O'Brien est prêté pour gagner en expérience au club de League One (D3), Sheffield Wednesday lors de la saison 2004-2005.
Après son retour à Bolton, O'Brien fait ses débuts en Premier League en mai 2005 contre Everton. En septembre 2005, il obtient sa première titularisation en Coupe de l'UEFA contre le club bulgare du Lokomotiv Plovdiv.
Toutefois O'Brien est un joueur fragile physiquement, puisqu'il passera les saisons 2006-2007 et 2008-2009 le plus souvent à l'infirmerie pour des blessures à répétitions. Entre-temps, il joue entièrement l'exercice 2007-2008, au poste de milieu défensif qu'il affectionne.
En octobre 2009, il prolonge son contrat jusqu'en 2011. Le 24 mars 2011, il est prêté jusqu'à la fin de la saison à Sheffield Wednesday où il joue 4 matchs.
Durant l'été suivant, il signe sans indemnité de transfert à West Ham qui vient d'être relégué en Championship.
Le 4 juillet 2025, il devient le coach du club de Shelbourne (Irlande), champion d'Irlande en titre, suite au départ de Damien Duff.

## International
Joey O'Brien a connu trois sélections avec l'Irlande, au moment où Steve Staunton en était le sélectionneur. Giovanni Trapattoni ne l'a jamais sélectionné ni même appelé en sélection.

## Palmarès
Avec les Shamrock Rovers
- Championnat d'Irlande
  - Vainqueur en 2020 et 2021
- Coupe d'Irlande
  - Vainqueur en 2019